# Erzbistum Passo Fundo
Das Erzbistum Passo Fundo (lateinisch Archidioecesis Passofundensis, portugiesisch Arquidiocese de Passo Fundo) ist eine in Brasilien gelegene römisch-katholische Erzdiözese mit Sitz in Passo Fundo im Bundesstaat Rio Grande do Sul.

## Geschichte

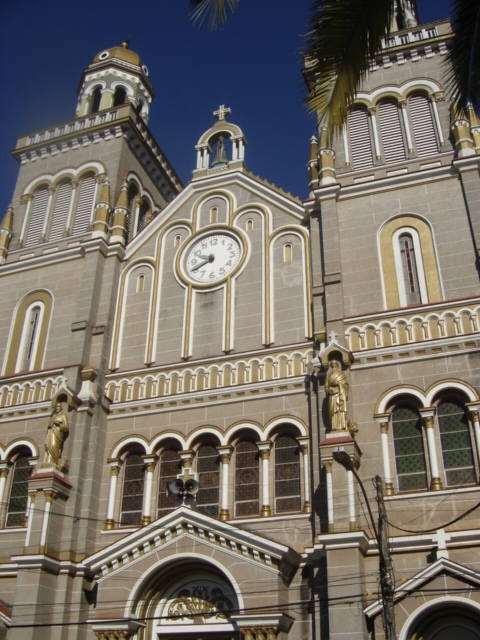
Kathedrale Nossa Senhora Aparecida in Passo Fundo

Das Bistum Passo Fundo wurde am 10. März 1951 durch Papst Pius XII. aus Gebietsabtretungen des Bistums Santa Maria errichtet und dem Erzbistum Porto Alegre als Suffraganbistum unterstellt. Am 22. Mai 1961 gab das Bistum Passo Fundo Teile seines Territoriums zur Gründung des Bistums Frederico Westphalen ab. Eine weitere Gebietsabtretung erfolgte am 27. Mai 1971 zur Gründung des Bistums Erexim.
Am 13. April 2011 erhob Papst Benedikt XVI. das Bistum Passo Fundo in den Rang eines Erzbistums und Metropolitansitzes.

## Ordinarien

### Bischöfe von Passo Fundo
- João Cláudio Colling, 1951–1981, dann Erzbischof von Porto Alegre
- Urbano José Allgayer, 1982–1999
- Pedro Ercílio Simon, 1999–2011

### Erzbischöfe von Passo Fundo
- Pedro Ercílio Simon, 2011–2012
- Antônio Carlos Altieri, 2012–2015
- Rodolfo Luís Weber, seit 2015